# Unpacking (videojuego)
Unpacking es un videojuego de puzles desarrollado por Witch Beam y publicado por Humble Bundle para Microsoft Windows, macOS, Linux, Nintendo Switch, Xbox One, PlayStation 4, PlayStation 5, iOS y Android. El juego recibió críticas positivas tras su lanzamiento y ganó varios premios, incluidos dos BAFTA Game Awards y Eurogamer lo nombró juego del año.

## Jugabilidad
El juego se divide en etapas nombradas por los años en que tienen lugar: 1997, 2004, 2007, 2010, 2012, 2013, 2015 y 2018. En cada etapa, el juego consiste en desempacar posesiones de sus cajas en una nueva vivienda, lo que representa eventos importantes de la vida de la protagonista. El jugador tiene la tarea de colocar cada elemento desempaquetado en el espacio de diferentes habitaciones, aprendiendo sobre la vida de la protagonista a través de sus elementos y los lugares en los que vive.
Unpacking tiene un estilo pixel art de alta resolución y el diseño de sonido incluye más de 14 000 efectos foley, con múltiples efectos de sonido para cada vez que se recoge del suelo o se coloca cada objeto desempaquetado. El juego consta de ocho etapas compuestas por un total de 35 habitaciones.

## Desarrollo

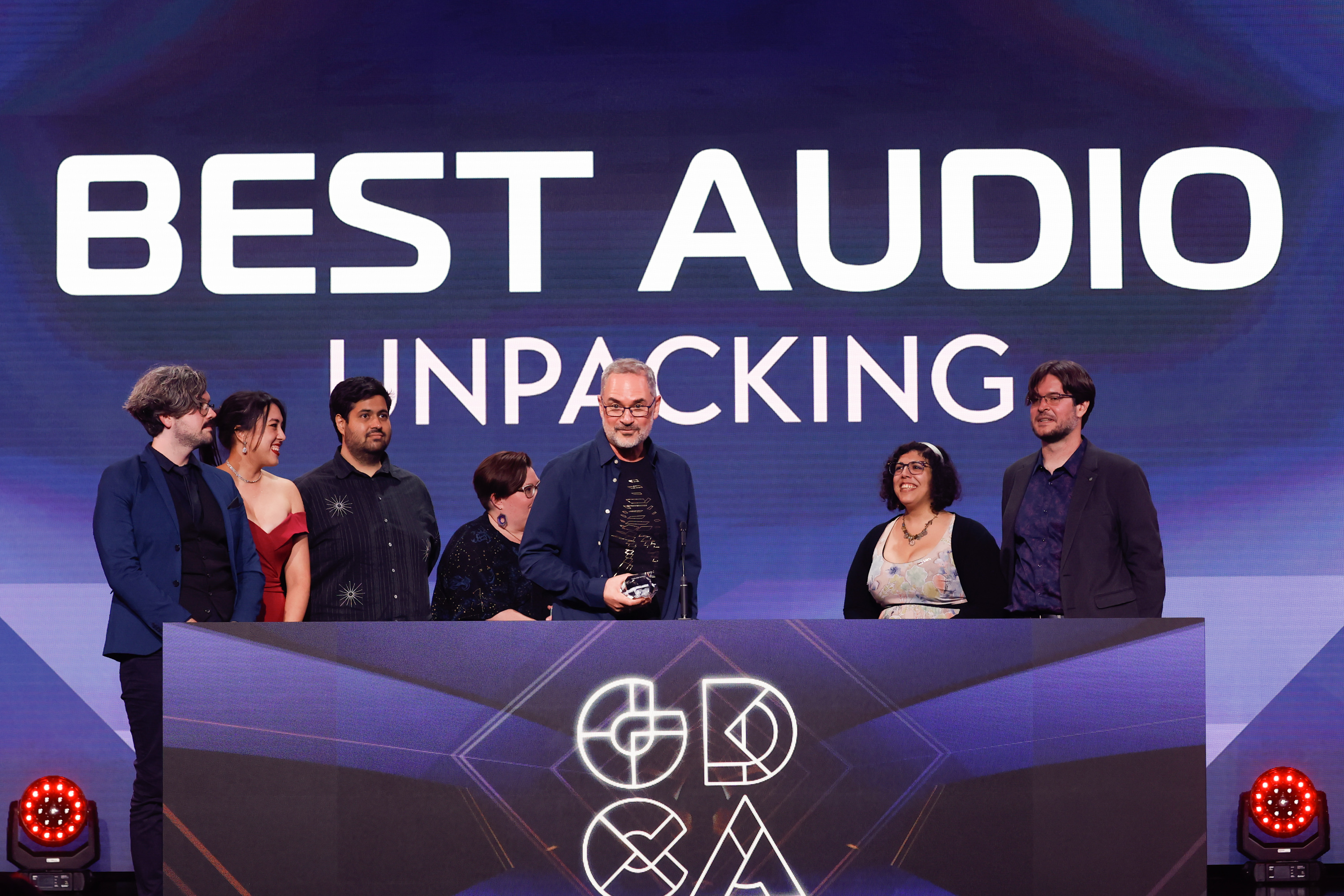
El equipo de desarrollo de Unpacking aceptando el premio a Mejor Audio en el Game Developers Choice Awards (2021).

Unpacking fue desarrollado por Witch Beam, un estudio de juegos independiente con sede en Brisbane, Australia. El estudio fue fundado en 2013 y anteriormente había lanzado Assault Android Cactus, un juego de disparos con dos mandos, en 2015. El juego fue conceptualizado por primera vez por la directora del juego Wren Brier cuando se mudó con su esposo y fundador del estudio, Tim Dawson, a principios de 2018. Descubrió que, al desempacar cajas sin etiquetar sin saber qué había dentro, esta era una experiencia que puede traducirse en un videojuego. Los dos participaron en el programa acelerador de Stugan en Suecia, y el juego entró en plena producción a principios de 2019. El equipo dedicó una gran cantidad de tiempo a desarrollar opciones de accesibilidad para el juego. Unpacking  es principalmente una experiencia sin diálogos, ya que el equipo quería asegurarse que los niños que pueden tener dificultades para la comprensión del idioma aún puedan disfrutar del juego. Si bien el juego tiene poco o nada de texto, Unpacking se basa principalmente en los objetos que los jugadores desempaquetan, porque el equipo creía que las posesiones y los artículos de uno pueden dar información a los jugadores sobre los antecedentes y la historia de sus dueños.
Tras el éxito de Assault Android Cactus, Witch Beam pudo reunir más financiación y se reunió con inversores potenciales. La respuesta de la audiencia a la promoción del juego también fue muy positiva. Sin embargo, el alcance del juego se mantuvo prácticamente sin cambios desde su concepción. El equipo finalmente firmó con el distribuidor de juegos independiente Humble Games, lo que les permitió conservar el control creativo y la propiedad de la marca del juego. Si bien Witch Beam administró la mayoría de los canales de redes sociales del juego, el equipo reclutó a Victoria Tran, la directora de la comunidad de Among Us, para ayudar en el uso del canal de Discord y la cuenta de TikTok de Unpacking. Inicialmente, el equipo esperaba que el desarrollo del juego durara alrededor de un año y medio, aunque la producción real del juego tomó mucho más tiempo. Unpacking se lanzó para Windows, Nintendo Switch y Xbox One el 2 de noviembre de 2021. Las versiones para PlayStation 4 y PlayStation 5 se lanzaron el 10 de mayo de 2022. Las versiones físicas del juego, son distribuidas por Limited Run Games, y también se lanzarán a fines de 2022.

## Recepción

### Crítica
Unpacking recibió críticas "generalmente favorables", según el agregador de reseñas Metacritic. El juego recibió críticas positivas de Rock Paper Shotgun, GameSpot, Eurogamer, Nintendo Life, IGN, Kotaku, TouchArcade.  Vendió más de 100 000 unidades en todas las plataformas, durante los primeros diez días. GamesRadar + lo elogió por su narrativa innovadora, y recibió un premio Can I Play That? por su accesibilidad. El juego fue nominado a Juego del año en los Gayming Awards 2022 y ganó el premio a Mejor juego independiente LGBTQ y Representación auténtica.
Unpacking fue nombrado uno de los mejores videojuegos de 2021 por múltiples publicaciones, incluidas The New Yorker, Los Angeles Times, Forbes, Financial Times, CNET, NME, y Polygon. Eurogamer seleccionó Unpacking como su Juego del año.

### Premios y reconocimientos
| Año  | Premios                           | Categoría                                | Resultado | Referencia    |
| ---- | --------------------------------- | ---------------------------------------- | --------- | ------------- |
| 2021 | Australian Game Developer Awards  | Juego del año                            | Ganador   | [ 40 ]        |
| 2021 | Australian Game Developer Awards  | Excelencia en Accesibilidad              | Ganador   | [ 40 ]        |
| 2022 | D.I.C.E. Awards                   | Logro extraordinario para un juego indie | Ganador   | [ 41 ]        |
| 2022 | Game Developers Choice Awards     | Mejor audio                              | Ganador   | [ 42 ] [ 43 ] |
| 2022 | Game Developers Choice Awards     | Premio a la innovación                   | Ganador   | [ 42 ] [ 43 ] |
| 2022 | Game Developers Choice Awards     | Mejor narrativa                          | Nominado  | [ 42 ] [ 43 ] |
| 2022 | Independent Games Festival Awards | Gran premio Seamus McNally               | Nominado  | [ 44 ] [ 43 ] |
| 2022 | Independent Games Festival Awards | Excelencia en narrativa                  | Nominado  | [ 44 ] [ 43 ] |
| 2022 | Independent Games Festival Awards | Excelencia en diseño                     | Nominado  | [ 44 ] [ 43 ] |
| 2022 | Independent Games Festival Awards | Excelencia en audio                      | Nominado  | [ 44 ] [ 43 ] |
| 2022 | 18th British Academy Games Awards | Juego familiar                           | Nominado  | [ 45 ]        |
| 2022 | 18th British Academy Games Awards | Narrativa                                | Ganador   | [ 45 ]        |
| 2022 | 18th British Academy Games Awards | Propiedad original                       | Nominado  | [ 45 ]        |
| 2022 | 18th British Academy Games Awards | Juego del año                            | Ganador   | [ 45 ]        |
| 2022 | Gayming Awards 2022               | Juego del año                            | Nominado  | [ 31 ]        |
| 2022 | Gayming Awards 2022               | Mejor juego indie LGBTQ                  | Ganador   | [ 31 ]        |
| 2022 | Gayming Awards 2022               | Premio de auténtica representación       | Ganador   | [ 31 ]        |